# Б'єрхе
Б'єрхе (ісп. Bierge, араг. Bierxe) — муніципалітет в Іспанії, у складі автономної спільноти Арагон, у провінції Уеска. Населення — 262 особи (2009).
Муніципалітет розташований на відстані близько 360 км на північний схід від Мадрида, 27 км на схід від Уески.
На території муніципалітету розташовані такі населені пункти: (дані про населення за 2009 рік)
- Лас-Альмуніас-де-Родельяр: 16 осіб
- Б'єрхе: 141 особа
- Моррано: 46 осіб
- Родельяр: 47 осіб
- Педруель: 8 осіб

## Демографія
Динаміка населення (INE ):

## Галерея зображень

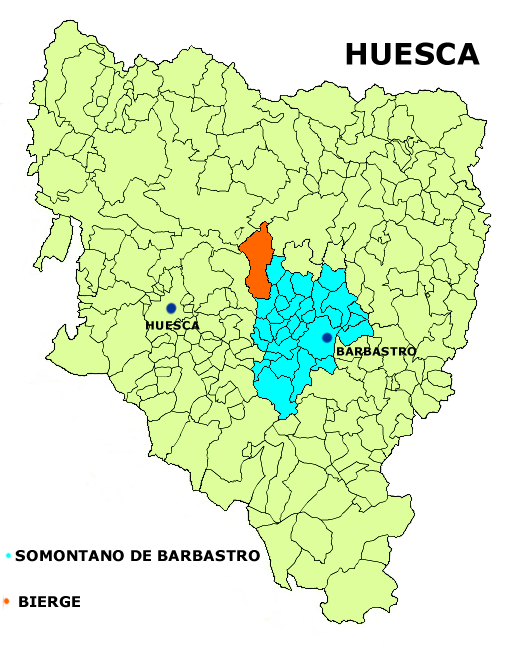
Розташування муніципалітету